# ناحیه مالی دیترویت
ناحیه مالی دیترویت (به انگلیسی: Detroit Financial District) یک مکان تاریخی در ایالات متحده آمریکا است که در داونتاون دیترویت، میشیگان واقع شده‌است.این منطقه اقتصادی یک ناحیه تاریخی ایالات متحده در مرکز شهر دیترویت میشیگان است. این ناحیه در تاریخ ۱۴ دسامبر ۲۰۰۹ در دفتر ملی اماکن تاریخی ایالات متحده ثبت شده‌است و در روز ۲۴ دسامبر ۲۰۰۹ در فهرست هفتگی پارک ملی اعلام شد.
این ناحیه شامل ۳۳ ساختمان، دو بنا و یک واحد دیگر است که به نظر می‌رسد به ویژگی‌های تاریخی این منطقه کمک می‌کند و همچنین سه ساختمان غیرثبت شده. مؤسسه آمریکایی معماران، منطقه اقتصادی دیترویت را به «یکی از بالاترین انحصارات معماری تجاری با کیفیت شهر» توصیف کرده‌اند.